# فرودگاه توکوا
فرودگاه توکوا (به انگلیسی: Toccoa Airport) (به زبان بومی: R.G. LeTourneau Field) یک فرودگاه همگانی باربری با کد یاتا TOC است که یک باند فرود آسفالت دارد و طول باند آن ۱۵۲۶ متر است. این فرودگاه در کشور ایالات متحده آمریکا قرار دارد و در ارتفاع ۳۰۴ متری از سطح دریا واقع شده‌است.